# William Beutenmüller
William Beutenmüller est un  entomologiste américain, né le 31 mars 1864 à Hoboken dans le New Jersey et mort le 24 avril 1934 à Tenafly.
Il est le conservateur du département d’entomologie au sein de l’American Museum of Natural History de 1889 à 1910.

## Source
- Anthony Musgrave (1932). Bibliography of Australian Entomology, 1775-1930, with biographical notes on authors and collectors, Royal Zoological Society of New South Wales (Sydney) : viii + 380.